# 重力式コンクリートダム

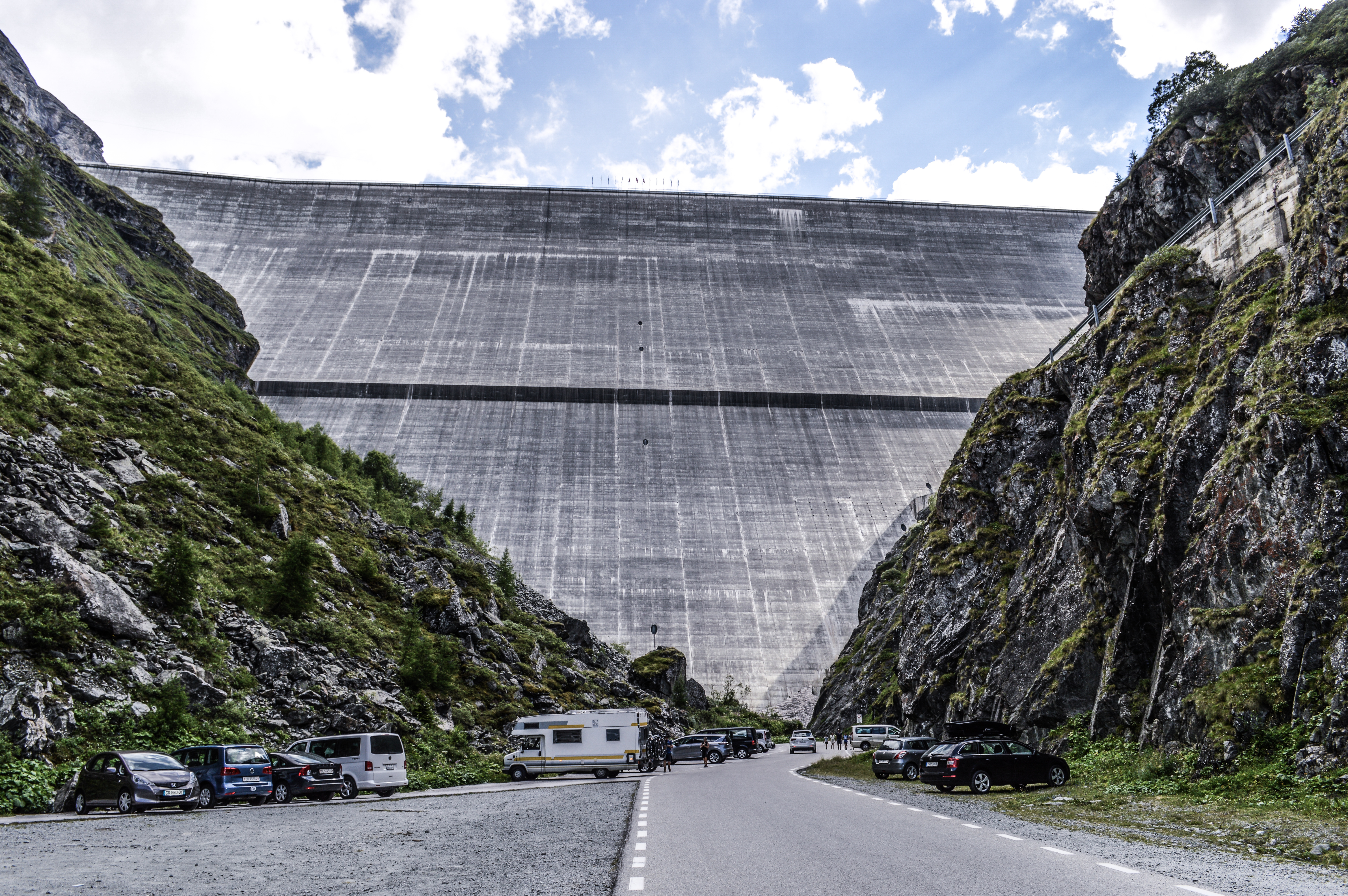
堤高で世界最大の重力ダム
グランド・ディクセンスダム
（スイス・285.0 m）

重力式コンクリートダム（じゅうりょくしきコンクリートダム）は、ダム型式の一種。略して重力式ダム、またグラビティーダムとも呼ばれる。

## 概要
主にコンクリートを主要材料として使用し、コンクリートの質量を利用しダム堤体の自重で水圧に耐えるのが特徴である。膨大なコンクリート量が必要であり、アーチ式コンクリートダムほどは条件は厳しくないものの花崗岩・安山岩等基礎岩盤が堅固な地点でないと建設することができない。海外では古くから建設されているが、堤高200 m以上のダムではあまり多くない。
世界最大の重力式コンクリートダムはスイスのグランド・ディクセンスダムで、他にはインドや中南米に200 m級のダムが集積している。中国の三峡ダムや、総貯水容量世界第2位であるロシアのブラーツクダムも重力式である。
ダムとしては最も頑丈な型式であり地震・洪水に強いことが利点のため、地震や降水量の多い日本では最も適した型式でもある。近代以降日本で建設されたダムでは最も多く用いられた型式で、重力式ダム建設技術の発展は、そのまま日本の土木技術発展史に該当する。だが、近年は良質な基礎岩盤を有する地点が少なくなったことから、建設実績は減少傾向にある。
| 順位 | 国名     | ダム名                     | 堤高 (m) | 総貯水容量 （千m3） | 完成年     | 備考 |
| ---- | -------- | -------------------------- | -------- | ------------------- | ---------- | ---- |
| 1位  | スイス   | グランド・ディクセンスダム | 285.0    | 401,000             | 1961年     |      |
| 2位  | メキシコ | アルバロ・オブリゴンダム   | 260.0    | 13,000              | 1946年     |      |
| 3位  | インド   | スリサラームダム           | 241.0    | 2,060,400           | [ 要出典 ] |      |

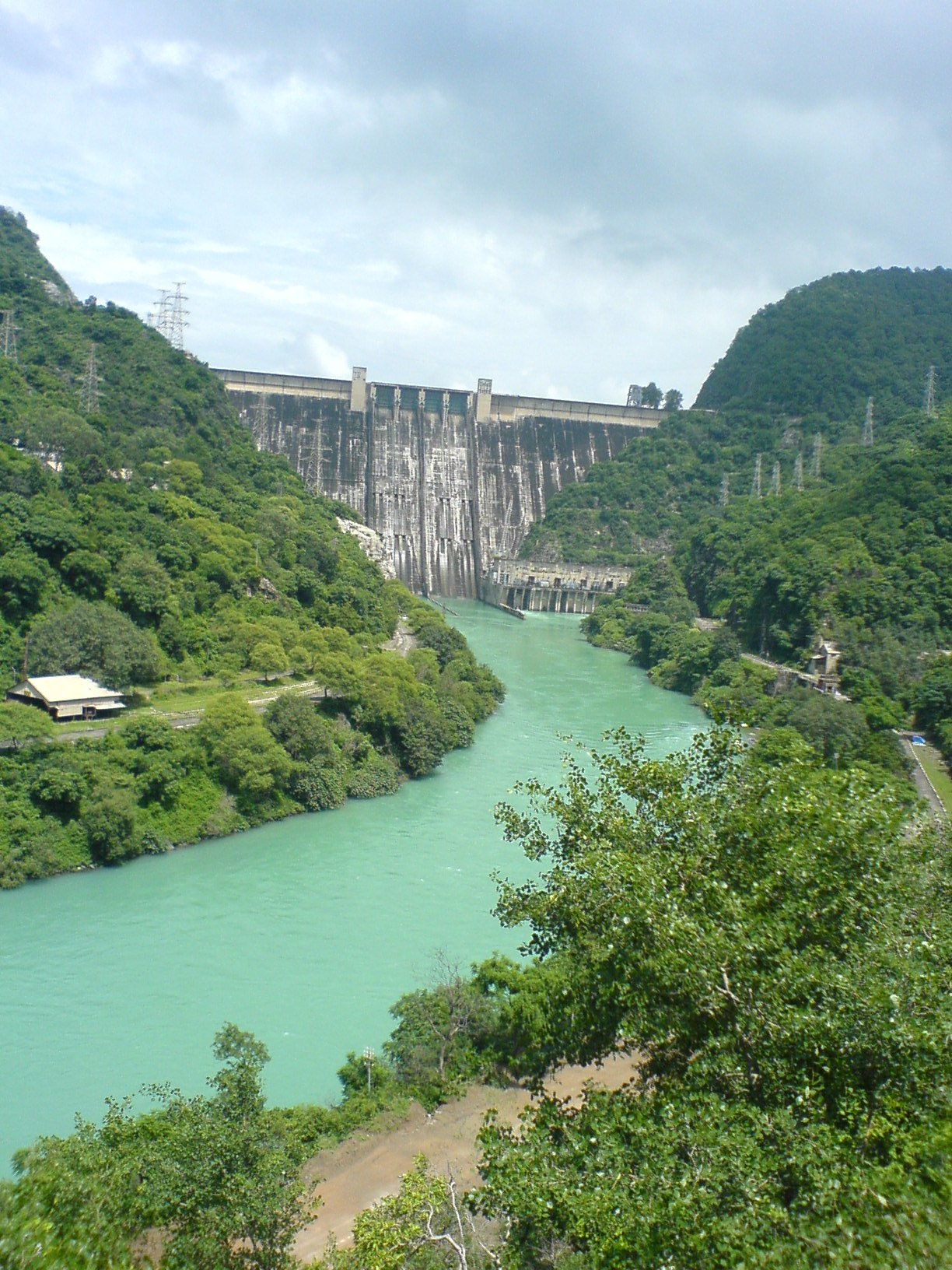
バクラダム（インド） 高さ226m
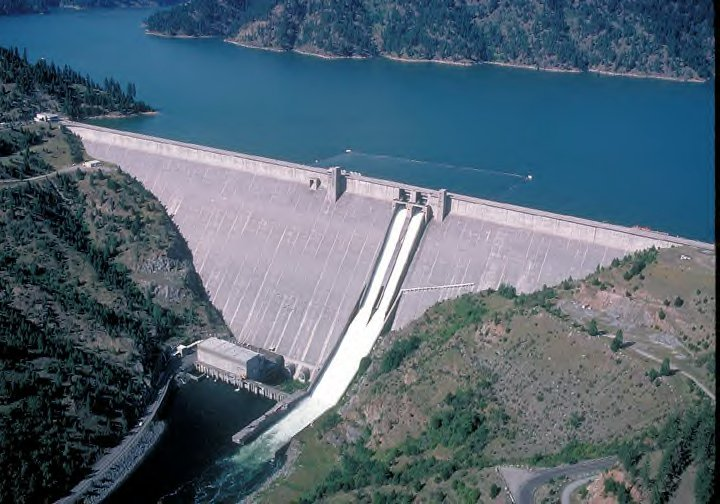
ドヴォルシャークダム（アメリカ） 高さ219m
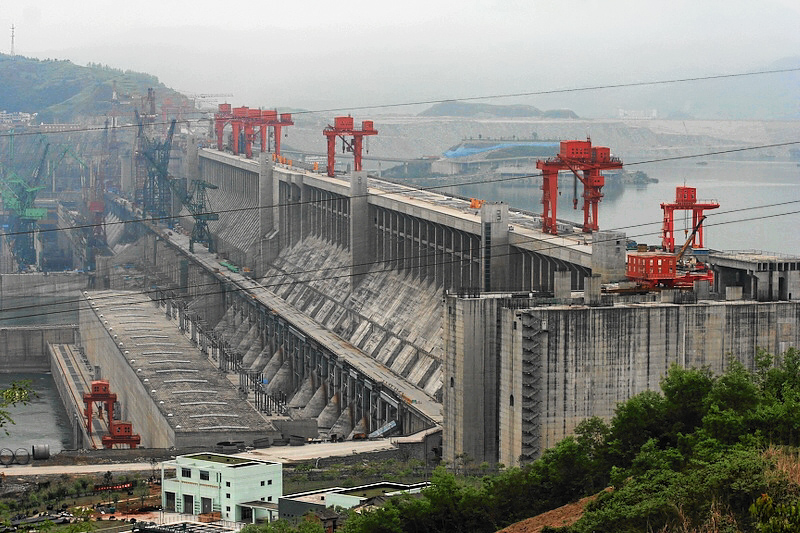
三峡ダム（中国） 高さ185m
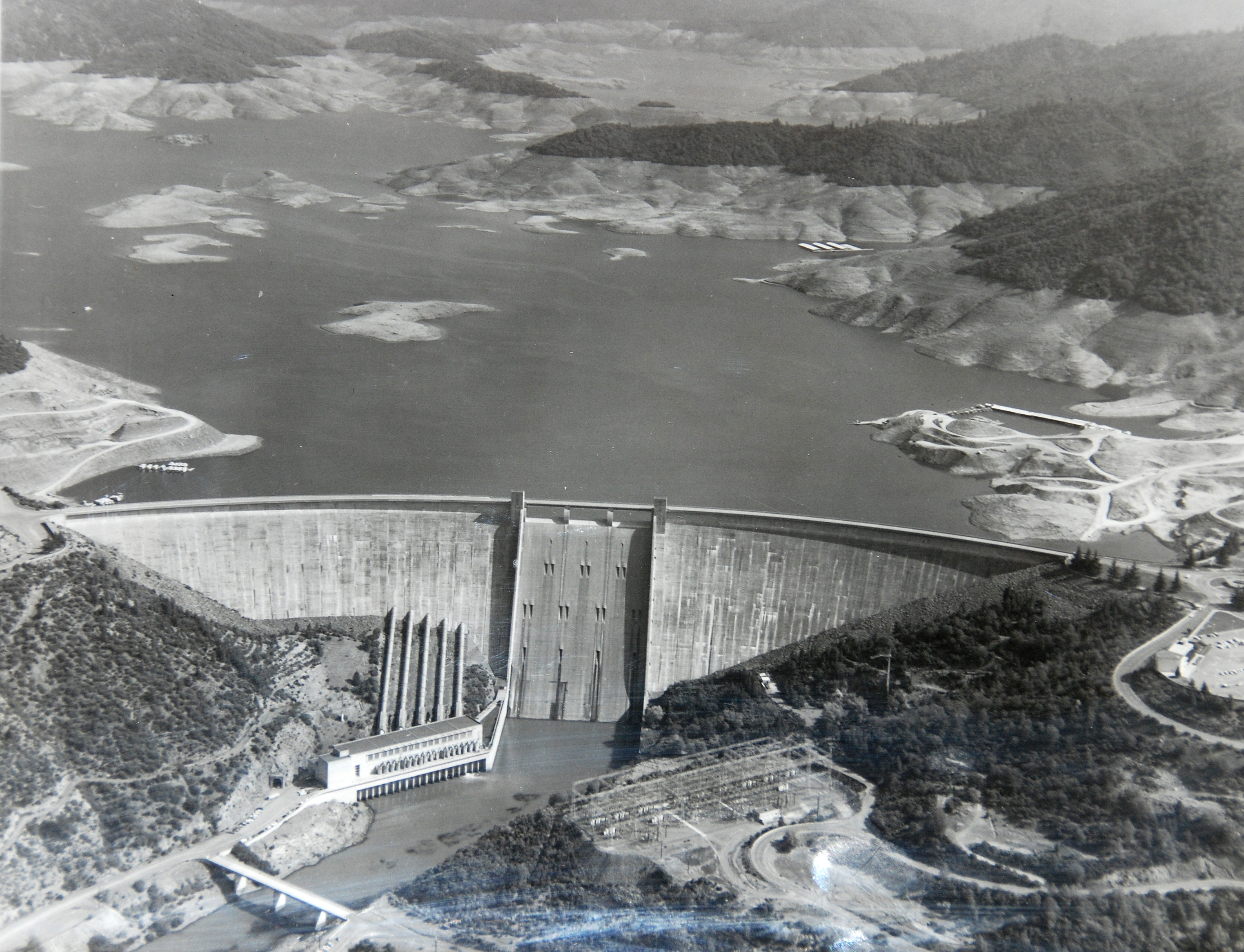
シャスタダム（アメリカ） 高さ183m
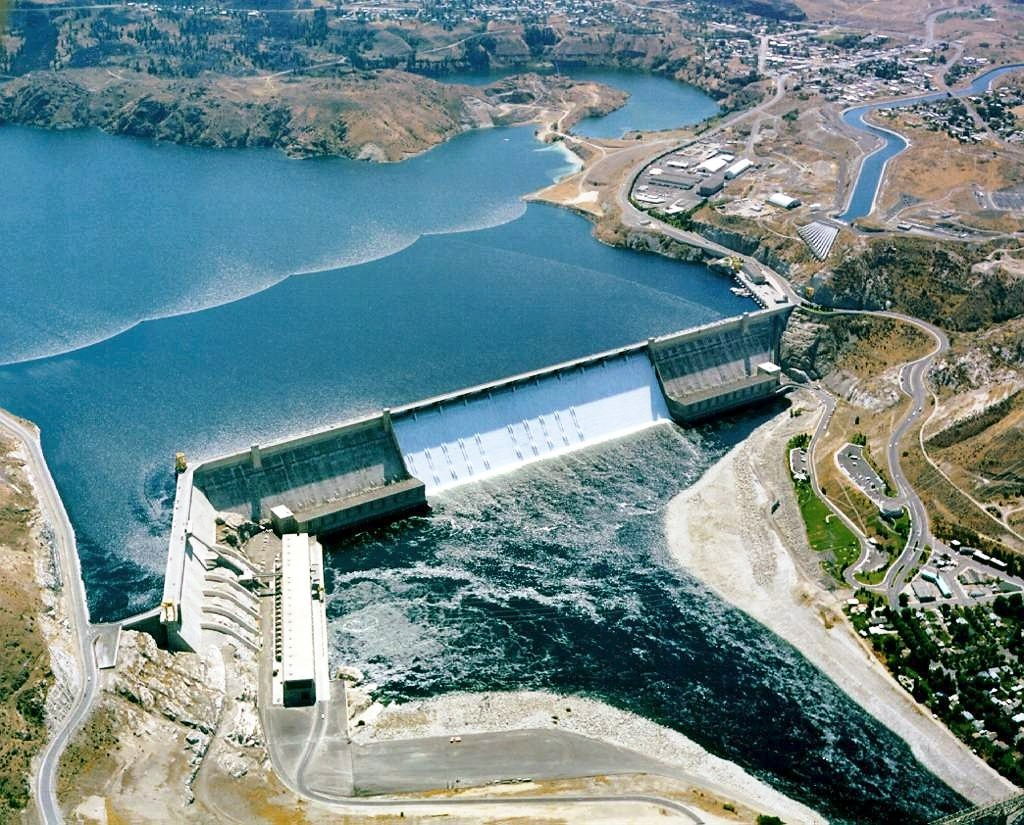
グランドクーリーダム（アメリカ） 高さ168m
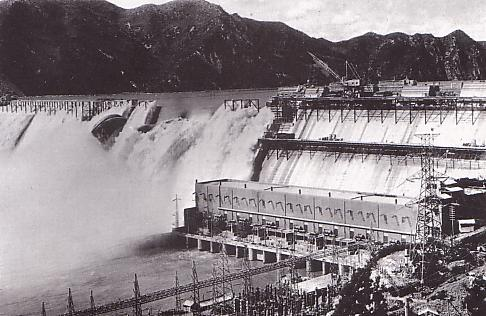
水豊ダム（北朝鮮） 高さ166.4m
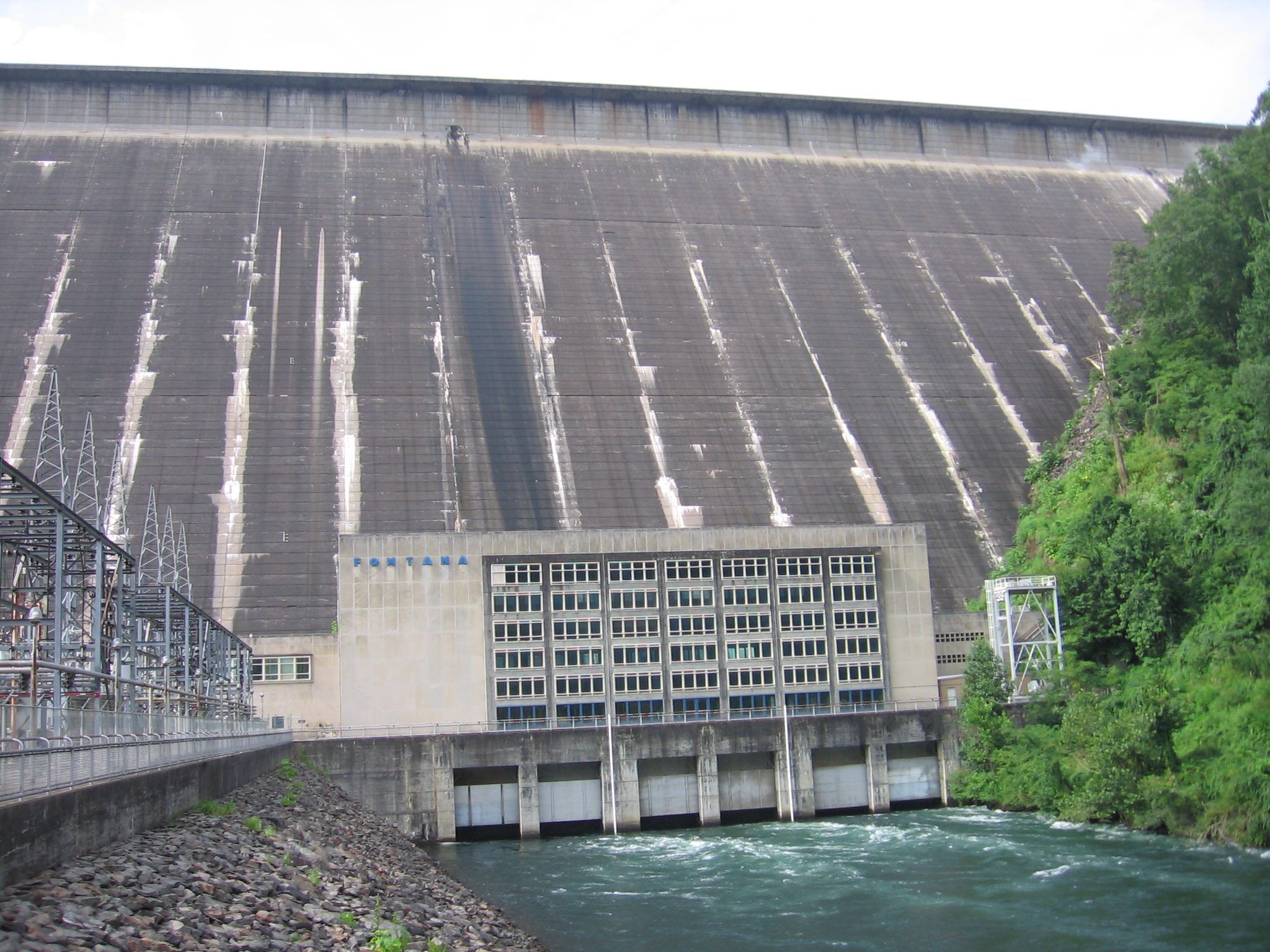
フォンタナダム（アメリカ） 高さ150m
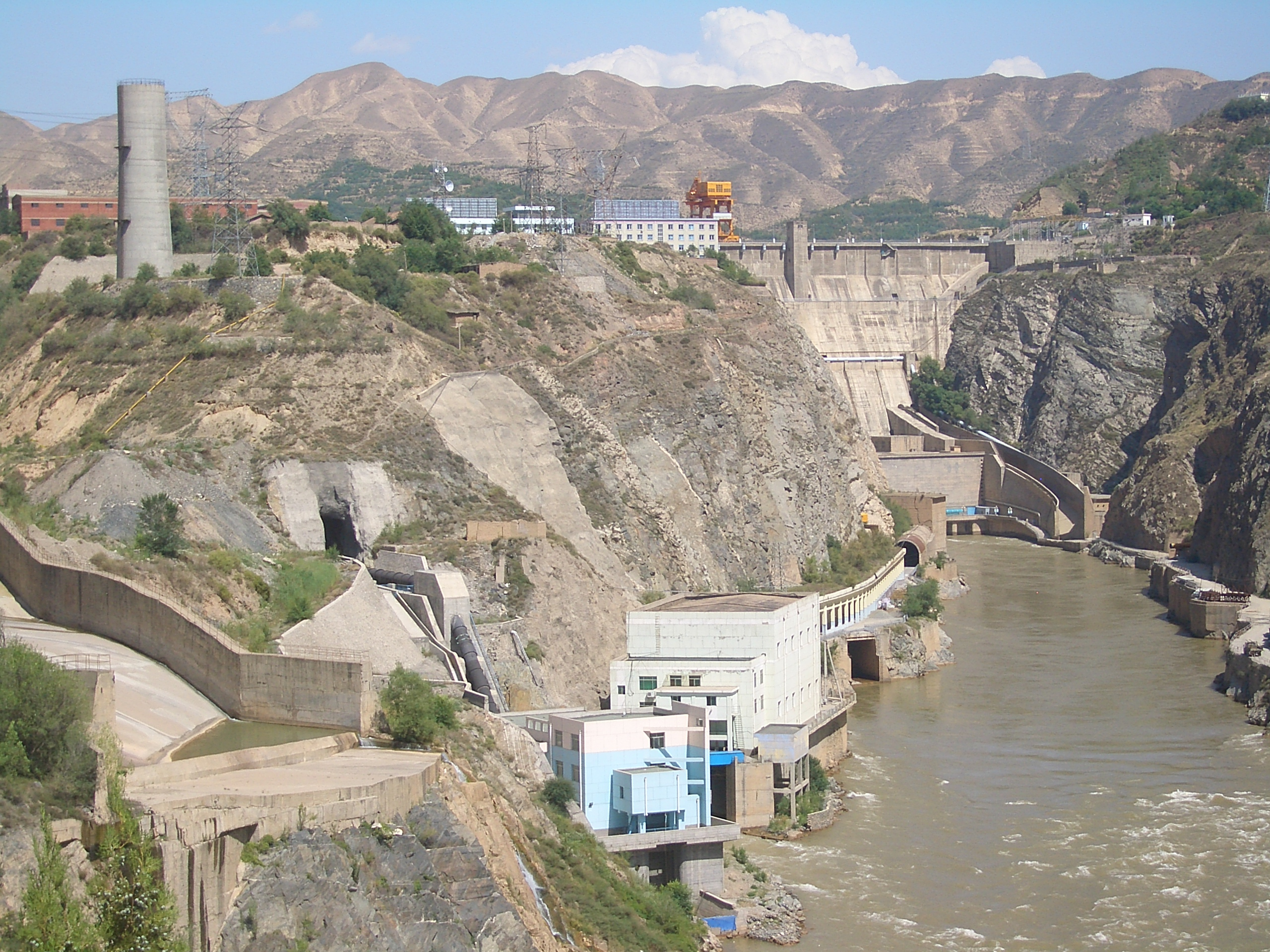
劉家峡ダム（中国） 高さ147m
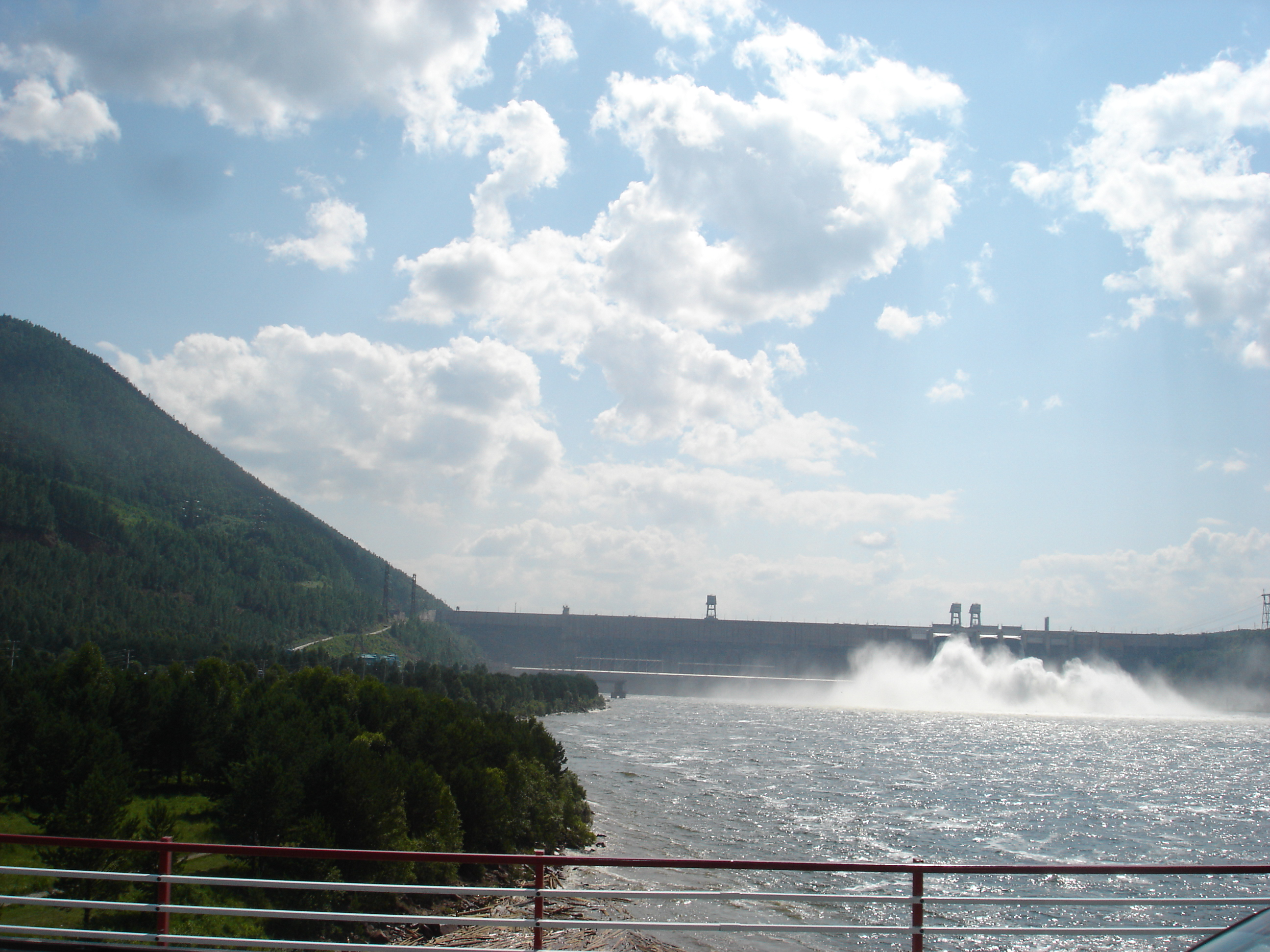
クラスノヤルスクダム（ロシア） 高さ124m

## 種類

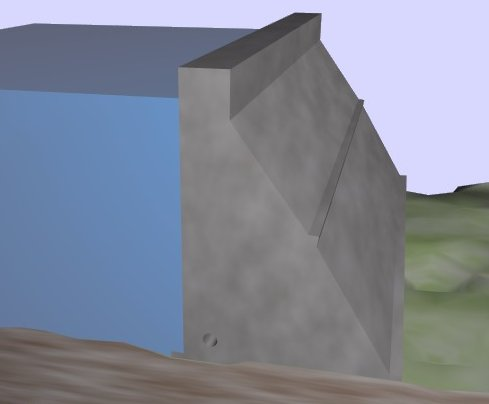
重力式コンクリートダムの断面模式図

### 越流型重力式コンクリートダム
重力式コンクリートダムの典型例で、ほとんどの重力式ダムがこの型式を採っている。ダム堤体中央部に洪水吐を設置し、天端より湖水の放流を行うものである。従来は水門を備えるタイプが主流であったが、近年では水門を設けず、サーチャージ水位を超えた場合自然に放流する「自然調節方式」の洪水吐を設けるダムもある。このタイプのダムを通称「ゲートレスダム」（坊主ダム）と呼んでいる。洪水調節のみを目的とするダムの場合、平常時は水を全く貯めず自然に河水を流下させ、洪水時にだけ貯水して下流への水害を防除するタイプの「穴あきダム」もある。これは設計の際、最大でも水害を引き起こさない量の水が流れ出るような穴の大きさとしておくことで、それを上回る流入が発生した場合には自然と貯水がなされ、流出量は一定のまま保たれる仕組みとなっている。

### 非越流型重力式コンクリートダム
越流型とは異なり、ダム堤体上に洪水吐を設置しないタイプの重力式コンクリートダム。このような型式の場合、洪水吐はロックフィルダムと同様に堤体脇の山腹を掘削して洪水吐を設けるか、ダム直下にトンネルを通して下流に放流する。世界第4位の堤高にして世界最大の重力式コンクリートダム（堤高285.0m）であるグランド・ディクセンスダム（スイス）は、非越流型重力式コンクリートダムである。

## 日本の重力ダム

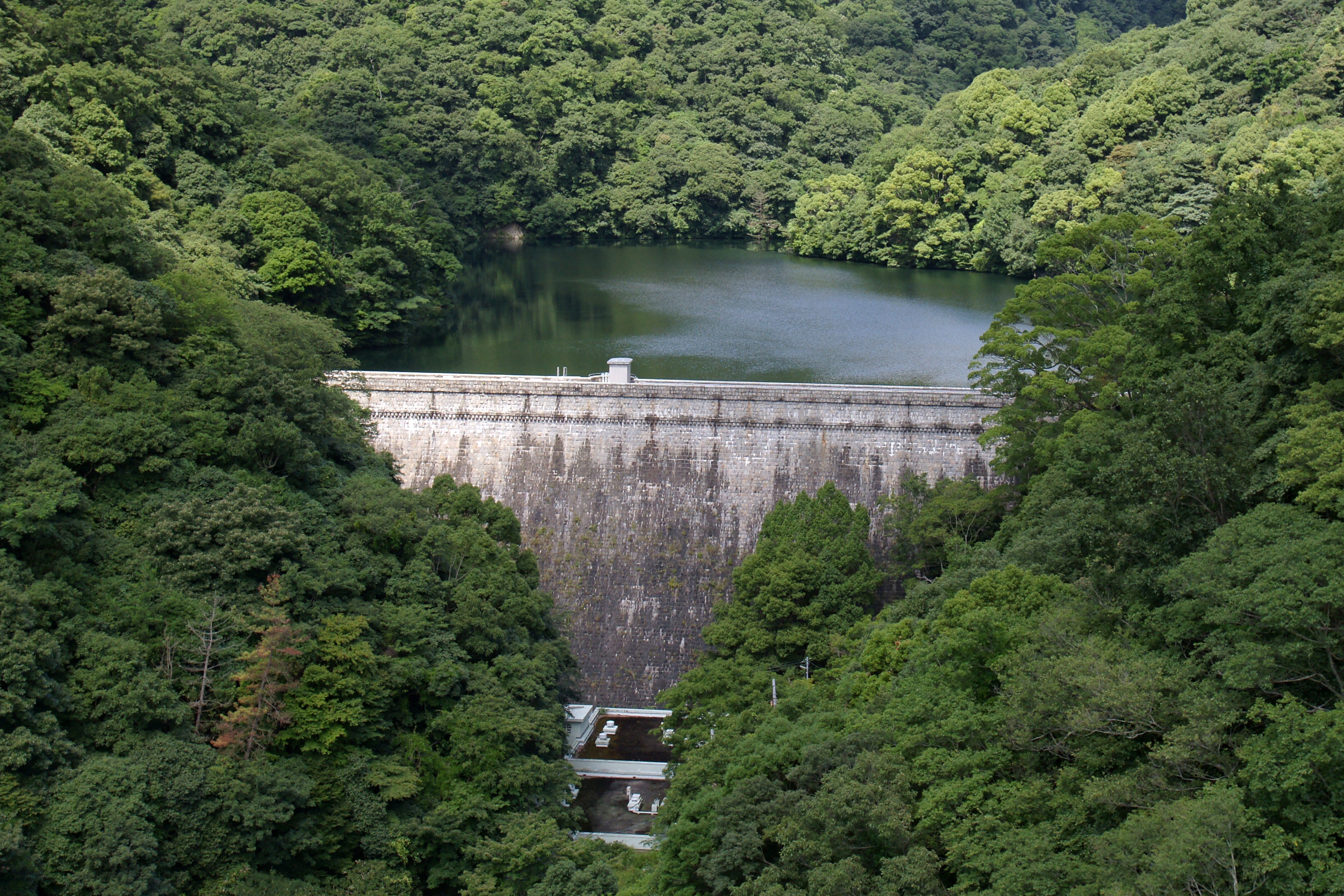
1900年竣工の布引五本松ダム。日本初の重力ダム。

1900年（明治33年）、神戸市水道局が生田川本川に布引五本松ダムを建設したのが日本最初の例である。その後1911年（明治45年・大正元年）に「電気事業法」が施行されるに及んで福澤桃介や松永安左ヱ門といった名だたる実業家が電力事業に乗り出し、こうした中で帝釈川ダム・大井ダム等の堤高50mを超える本格的大ダムが建設された。さらに、昭和に入ると小牧ダム（庄川）や塚原ダム（耳川）といった堤高80mを超えるダムも建設され、折からの機械化工法の普及によりその勢いは加速。遂には高さ100mを超えるダムとして五十里ダム（男鹿川）や小河内ダム（多摩川）、水豊ダム（鴨緑江・現北朝鮮）といったダムが計画されるようになったが、戦争の激化により水豊ダム以外のほとんどは建設中止を余儀なくされた。
戦後丸山ダム（木曽川）が1955年（昭和30年）に完成すると、本格的な大ダム時代を迎える。電源開発株式会社が天竜川に建設した佐久間ダムは、当時としては大規模機械化工法の粋を尽くした建設工法で僅か3年半で1956年（昭和31年）に完成。その後小河内ダム・奥只見ダム（只見川）等高さ150m級のダムが相次いで建設された。また、この時期は堤体内部が空洞で、コンクリートの量を節減できる中空重力式コンクリートダムが多く建設されている。だが、次第に大規模重力ダムを建設できる地点が減少。現在は滝沢ダム（中津川）・八ッ場ダム（吾妻川）・戸草ダム（三峰川）といったダム建設が進んでいるものの、ダム建設への風当たりや経済的なダム型式の開発（台形CSGダムなど）により、1950年代の様な大規模重力ダムが相次いで建設されることは、まずありえなくなってきている。
| 所在地        | 水系名   | 一次 支川名 （本川） | 二次 支川名 | 三次 支川名 | ダム名     | 堤高 (m) | 総貯水容量 （千m3） | 管理主体     | 備考   |
| ------------- | -------- | -------------------- | ----------- | ----------- | ---------- | -------- | ------------------- | ------------ | ------ |
| 福島県 新潟県 | 阿賀野川 | 只見川               | －          | －          | 奥只見ダム | 157.0    | 601,000             | 電源開発     |        |
| 神奈川県      | 相模川   | 中津川               | －          | －          | 宮ヶ瀬ダム | 156.0    | 193,000             | 国土交通省   |        |
| 埼玉県        | 荒川     | 浦山川               | －          | －          | 浦山ダム   | 156.0    | 58,000              | 水資源機構   |        |
| 静岡県 愛知県 | 天竜川   | 天竜川               | －          | －          | 佐久間ダム | 155.5    | 326,848             | 電源開発     |        |
| 東京都        | 多摩川   | 多摩川               | －          | －          | 小河内ダム | 149.0    | 189,100             | 東京都水道局 |        |
| 福島県        | 阿賀野川 | 只見川               | －          | －          | 田子倉ダム | 145.0    | 494,000             | 電源開発     |        |
| 富山県        | 常願寺川 | 和田川               | －          | －          | 有峰ダム   | 140.0    | 222,000             | 北陸電力     |        |
| 群馬県        | 利根川   | 渡良瀬川             | －          | －          | 草木ダム   | 140.0    | 60,500              | 水資源機構   |        |
| 長野県        | 天竜川   | 三峰川               | －          | －          | 戸草ダム   | 140.0    | 61,000              | 国土交通省   | 計画中 |
| 埼玉県        | 荒川     | 中津川               | －          | －          | 滝沢ダム   | 132.0    | 63,000              | 水資源機構   |        |

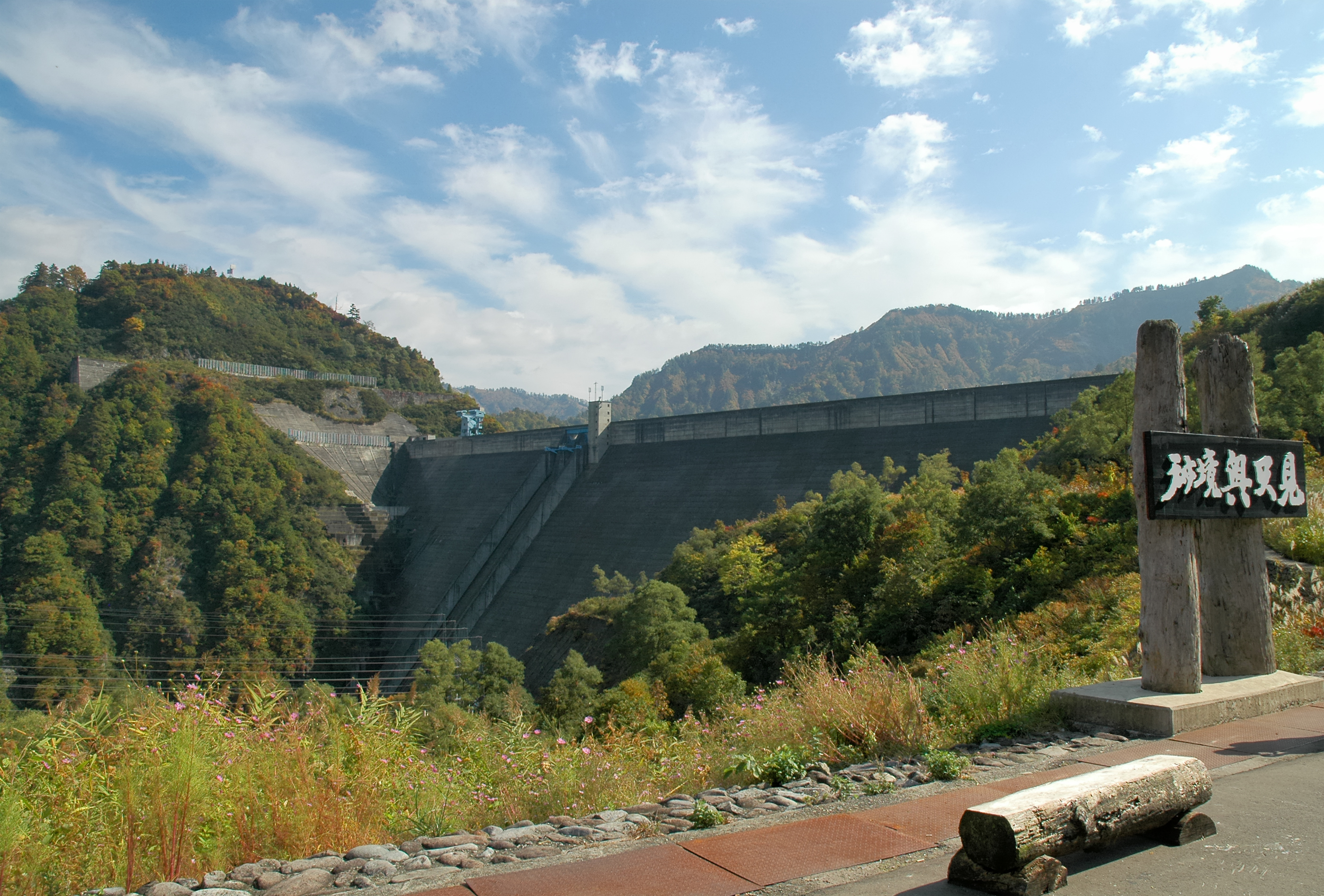
奥只見ダム（只見川） 高さ157m
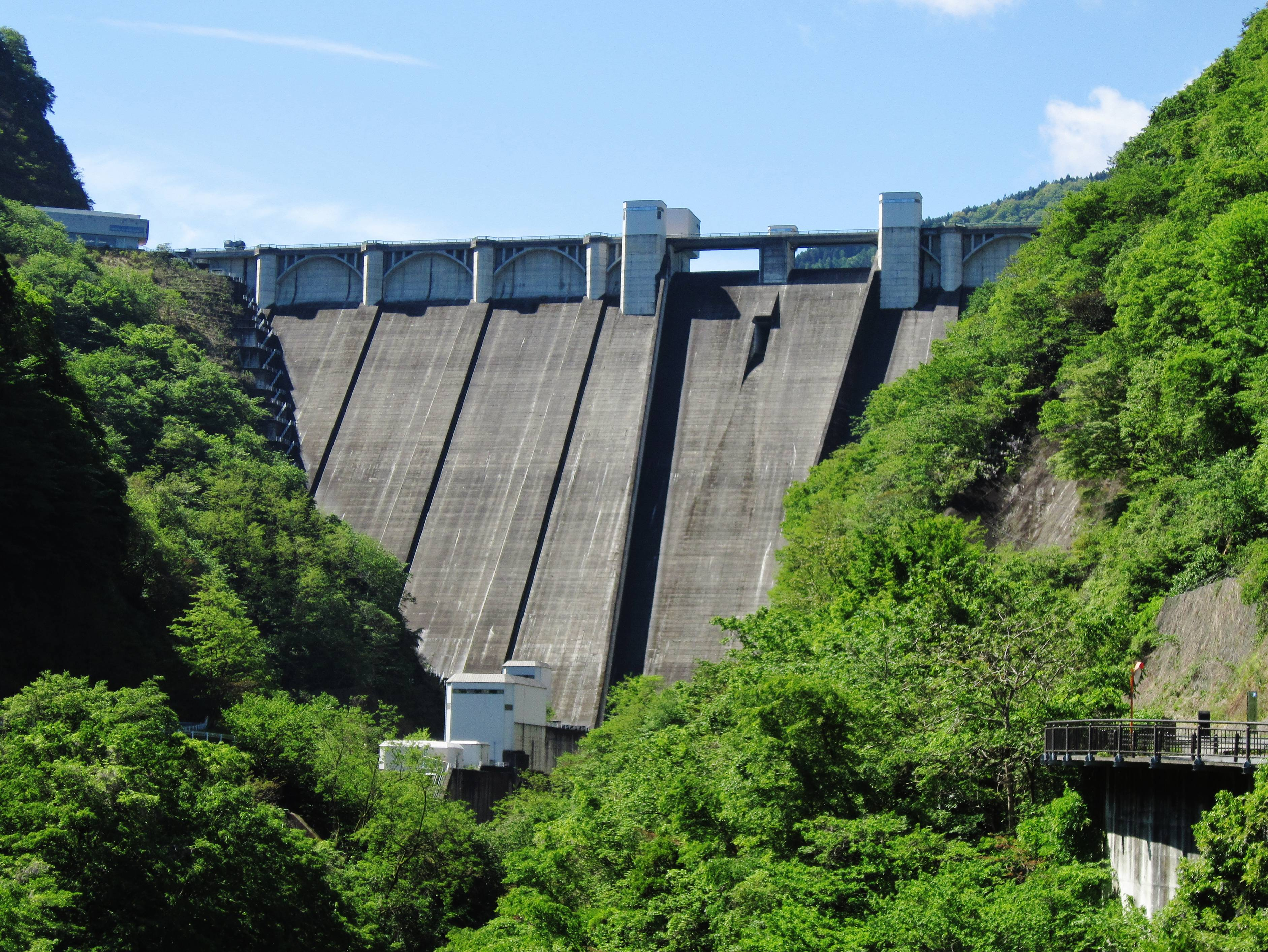
浦山ダム（浦山川） 高さ156m
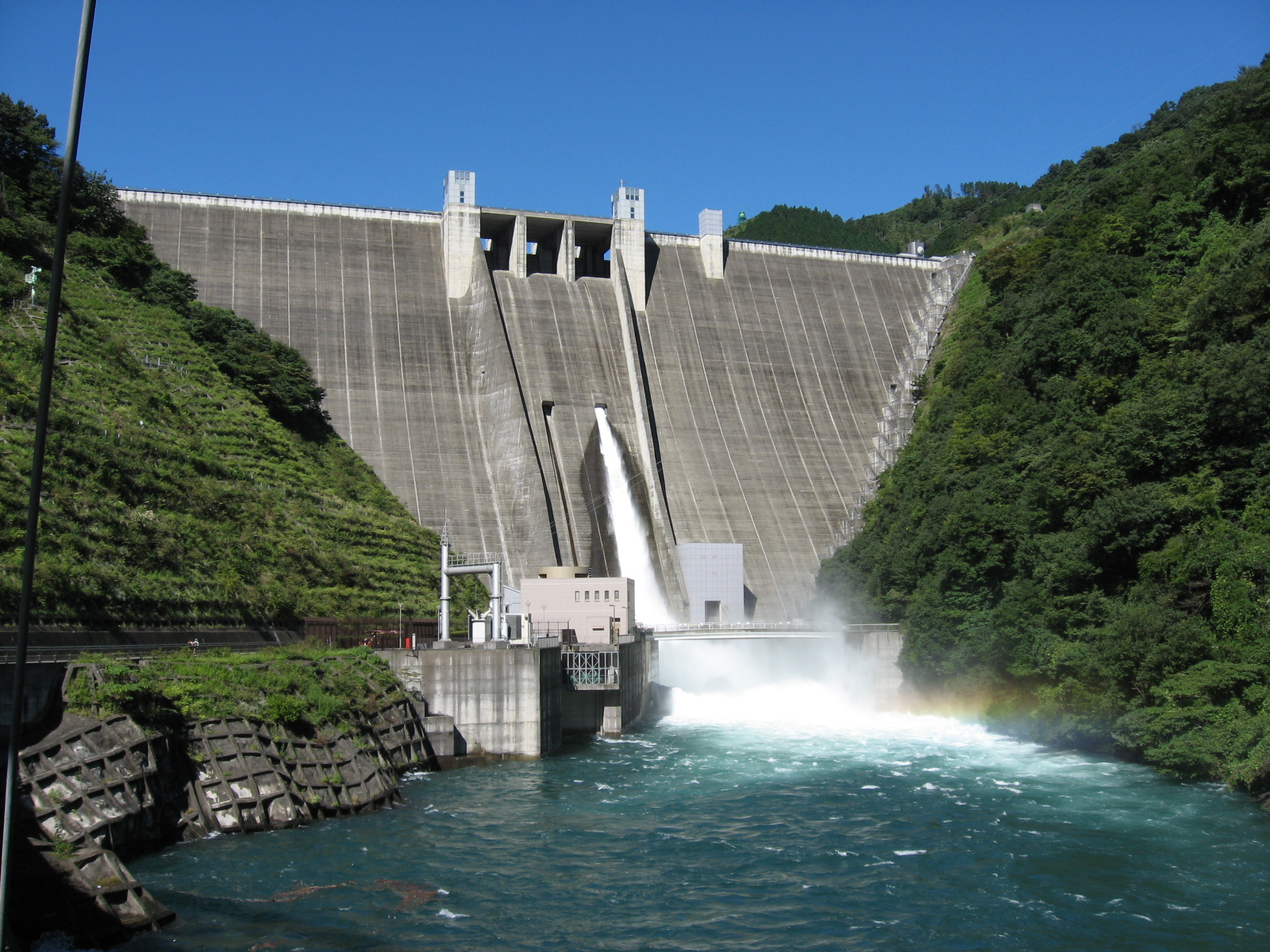
宮ヶ瀬ダム（中津川） 高さ156m
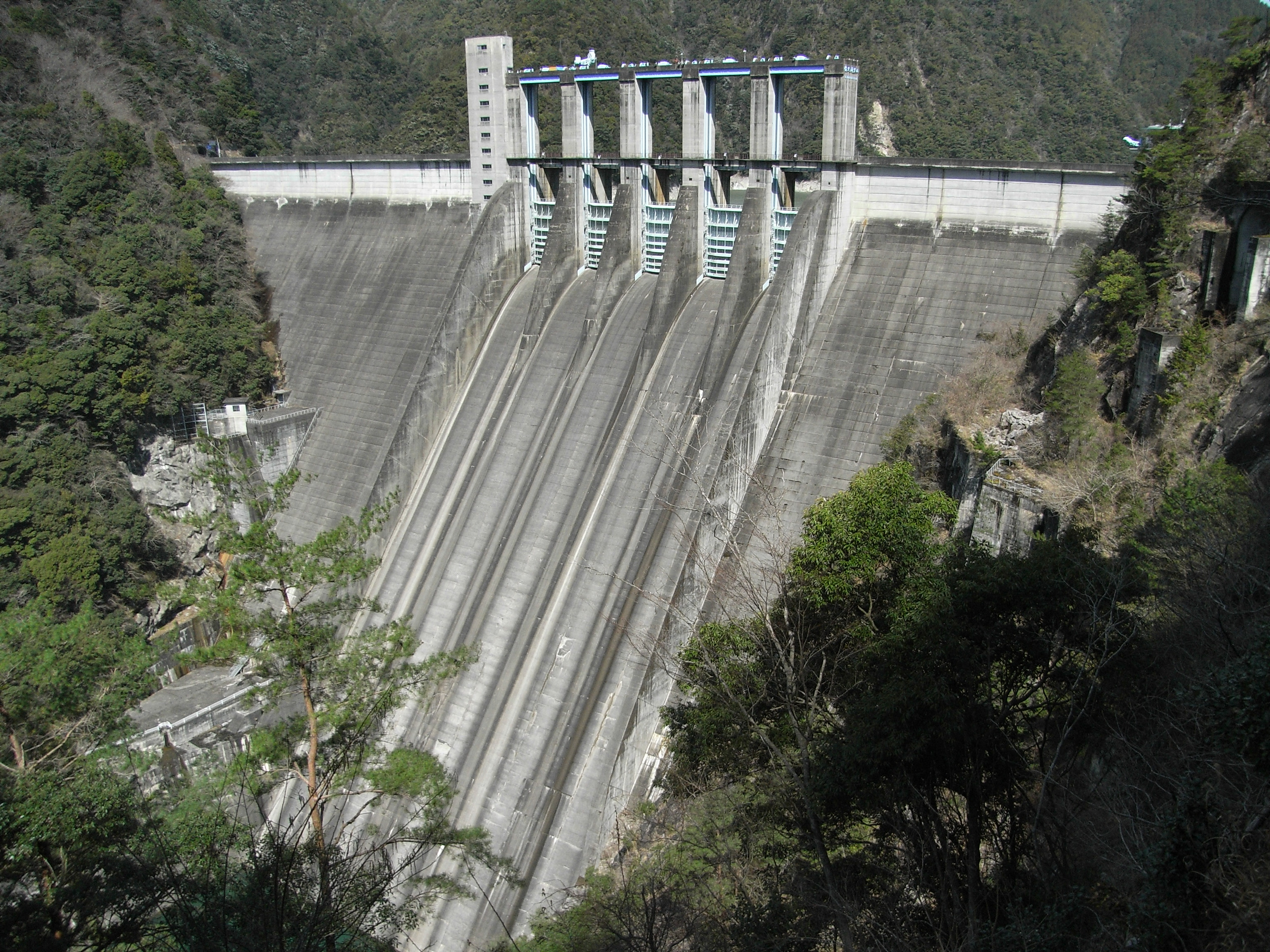
佐久間ダム（天竜川） 高さ155.5m
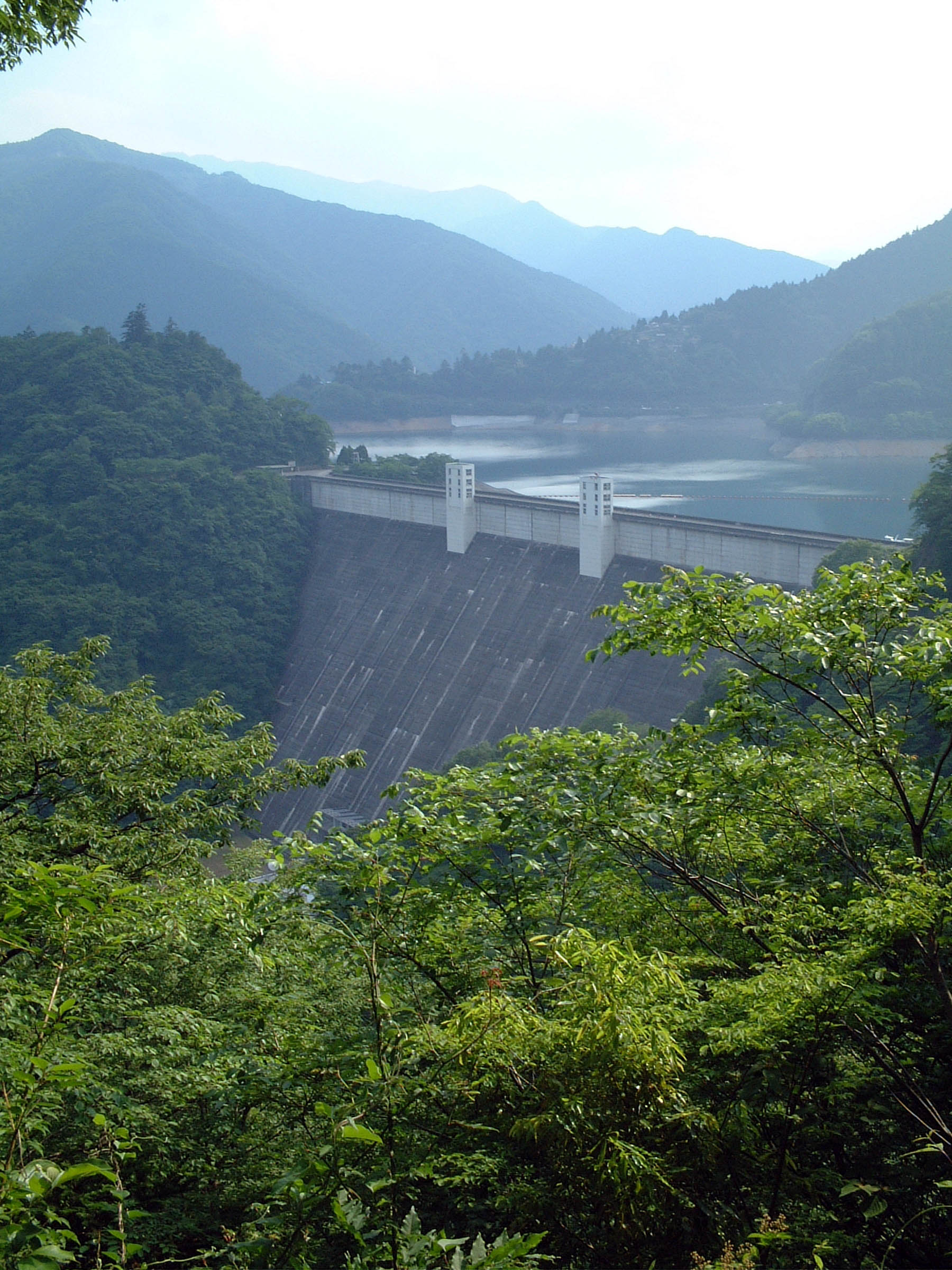
小河内ダム（多摩川） 高さ149m
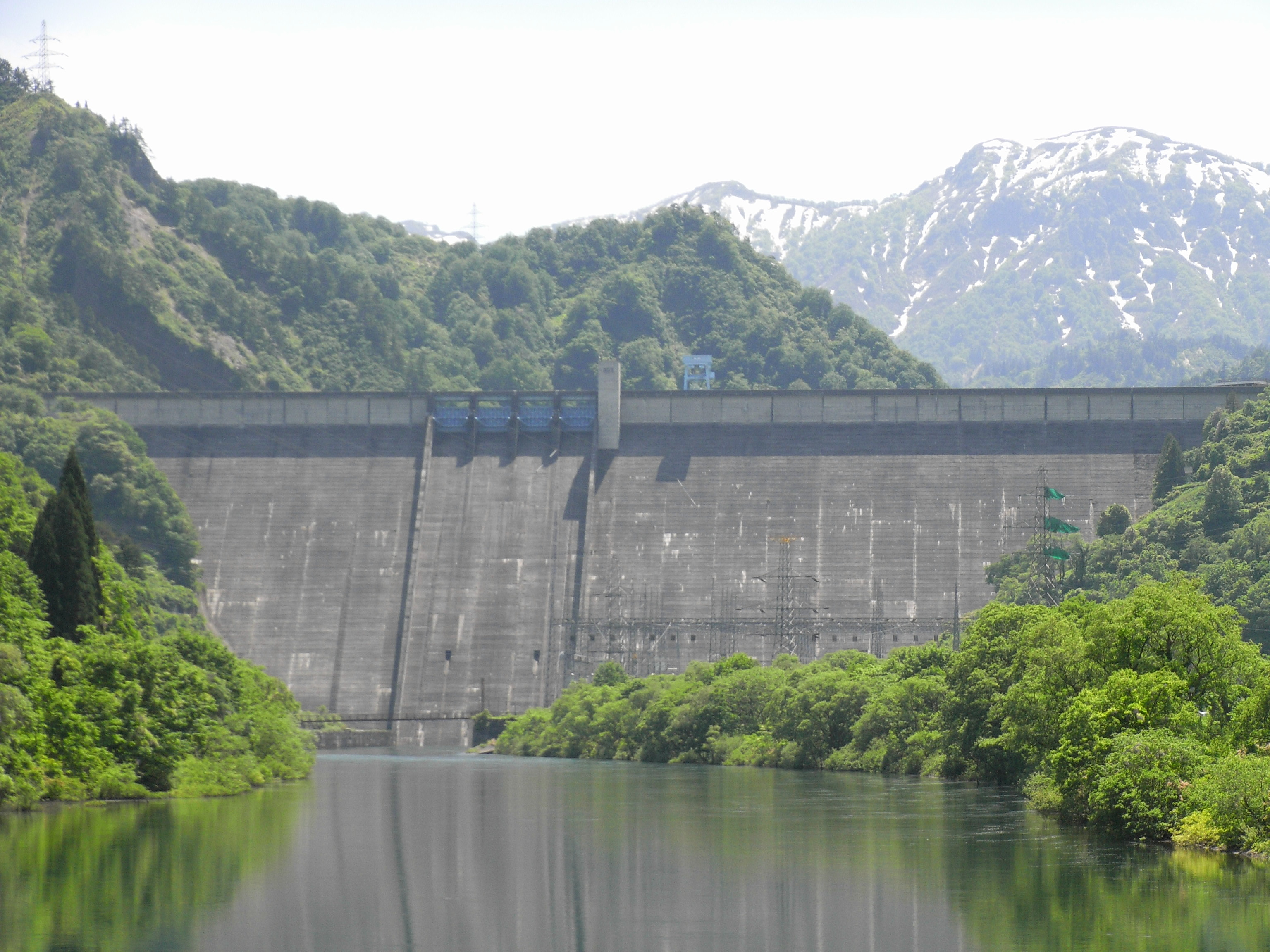
田子倉ダム（只見川） 高さ145m
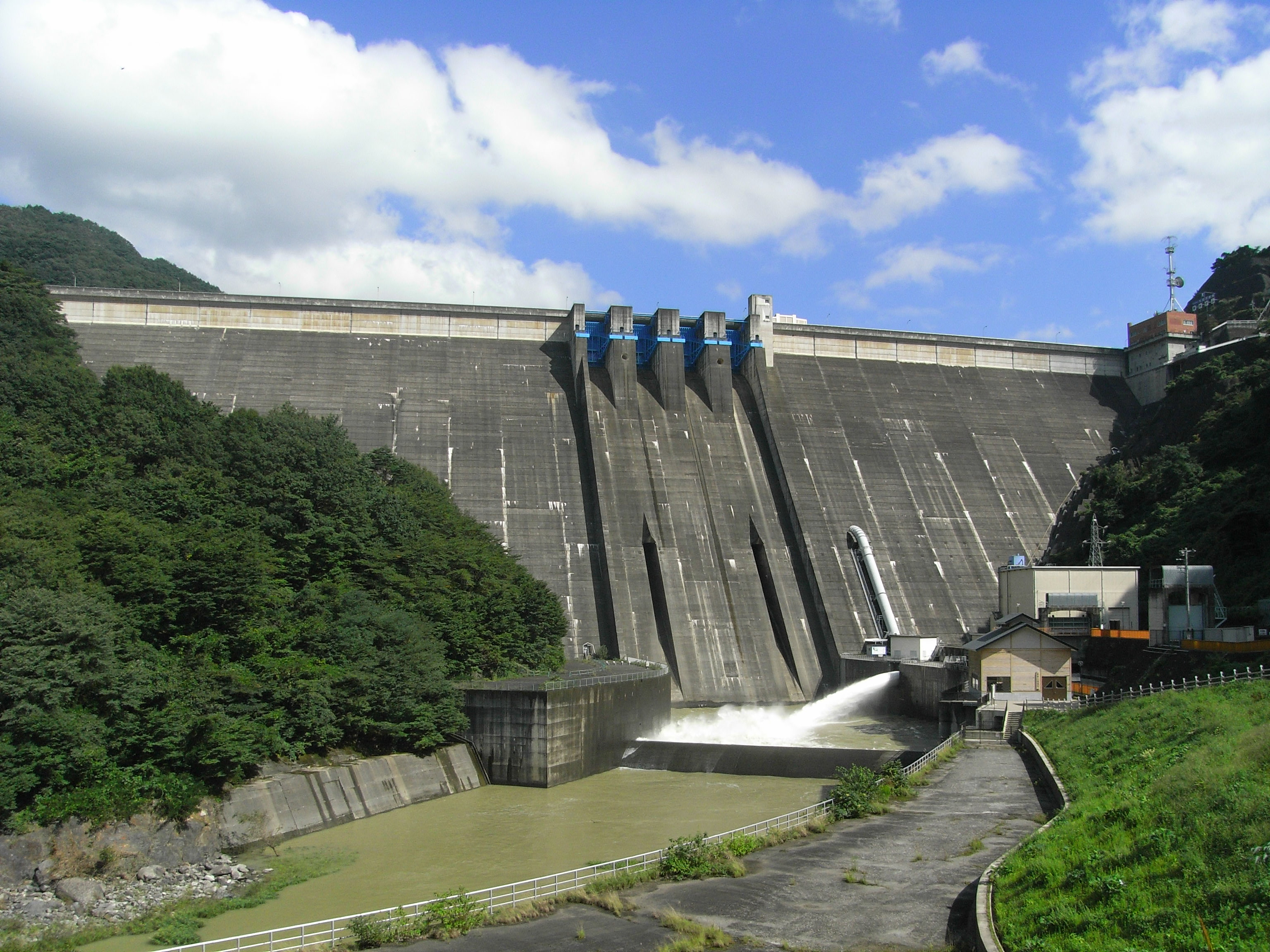
草木ダム（渡良瀬川） 高さ140m
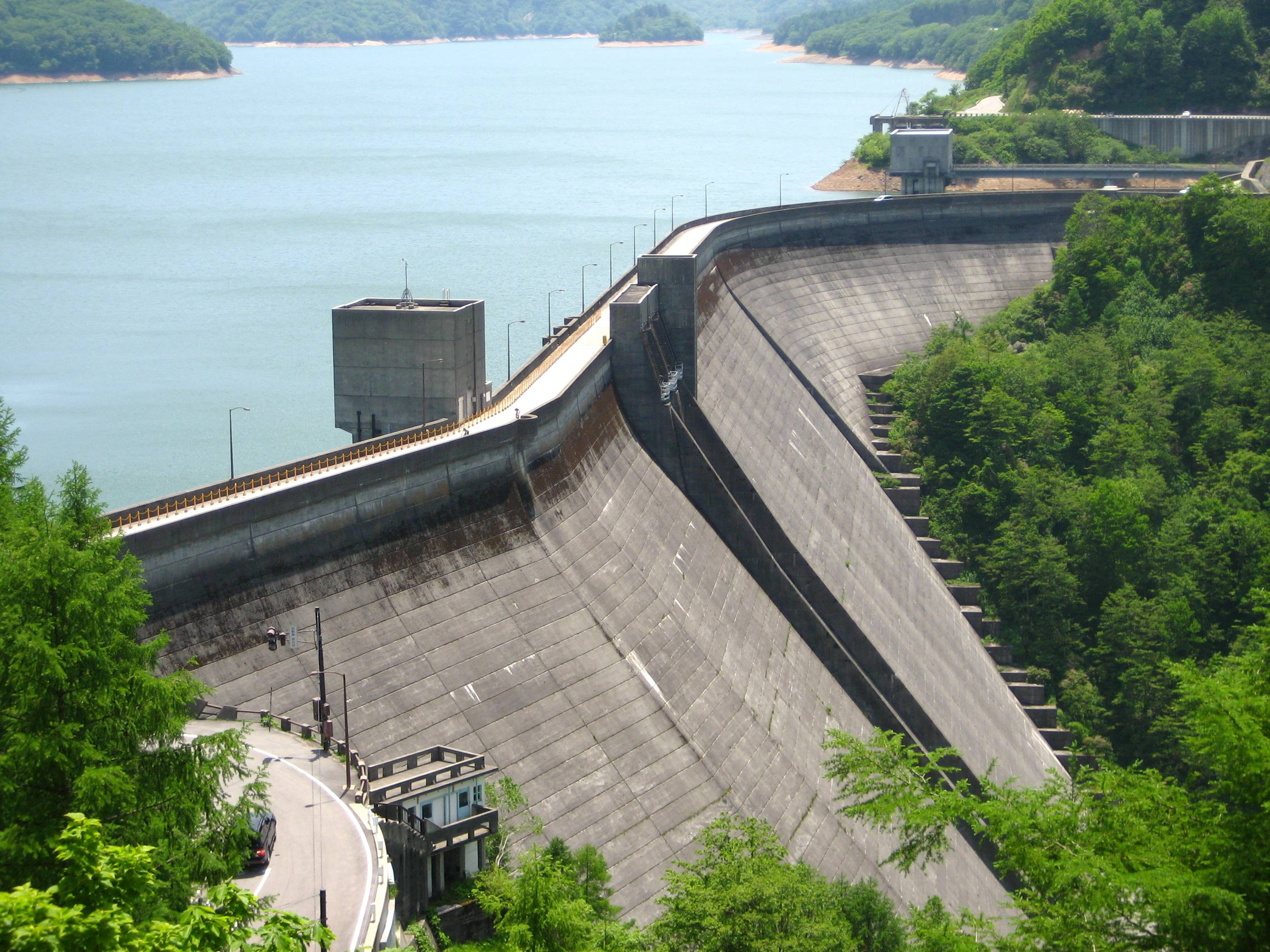
有峰ダム（和田川） 高さ140m
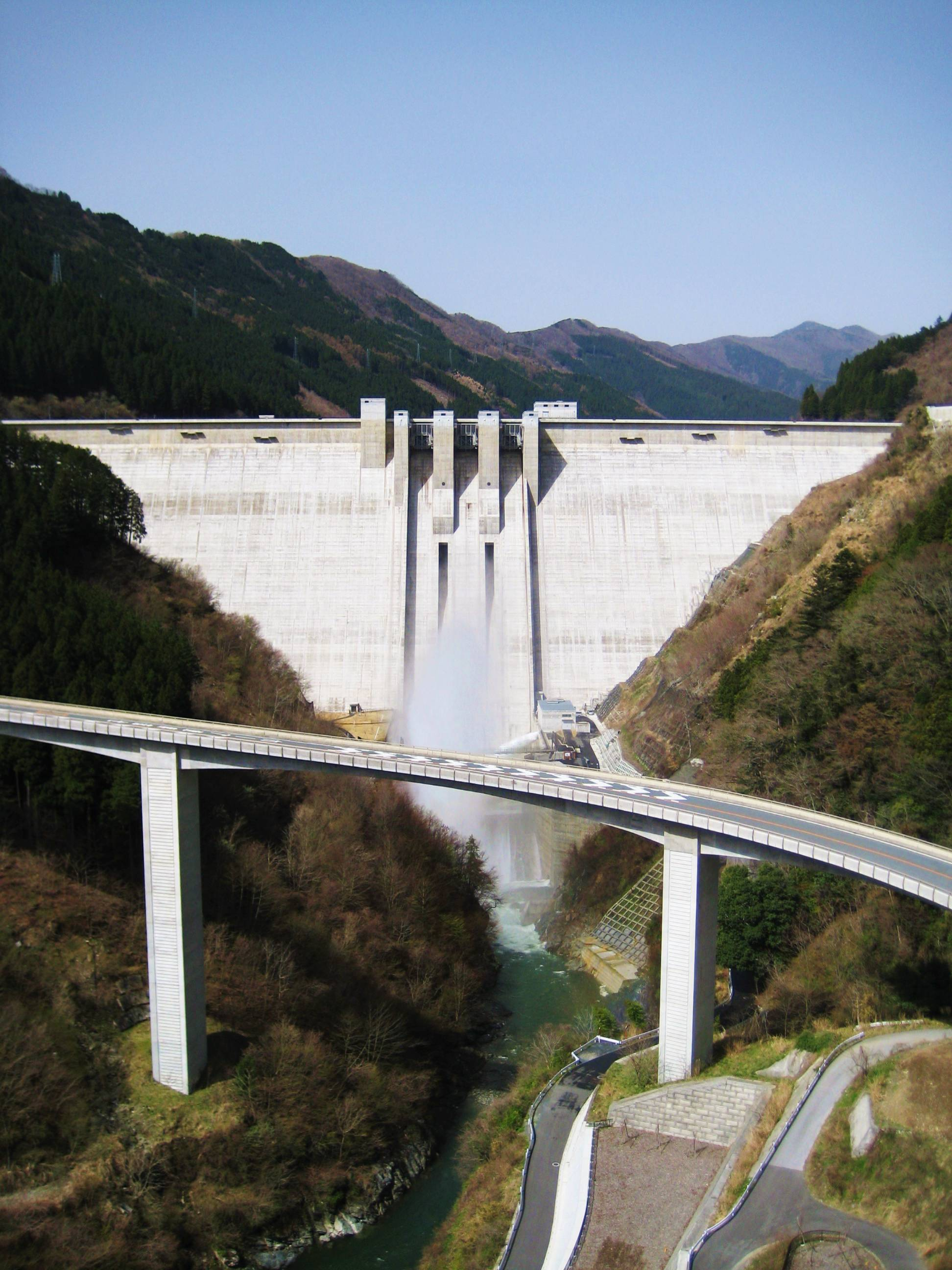
滝沢ダム（中津川） 高さ132m
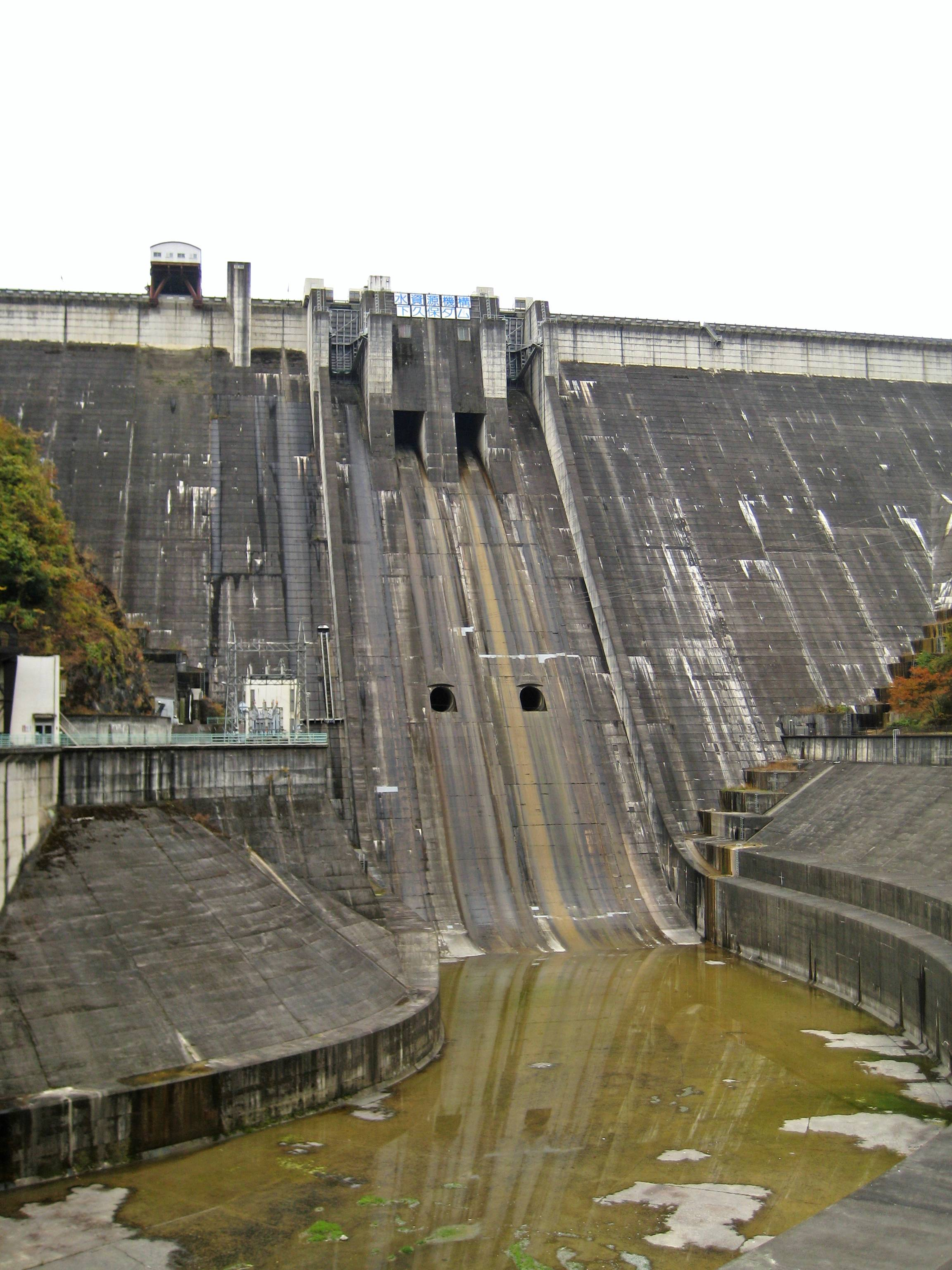
下久保ダム（神流川） 高さ129m
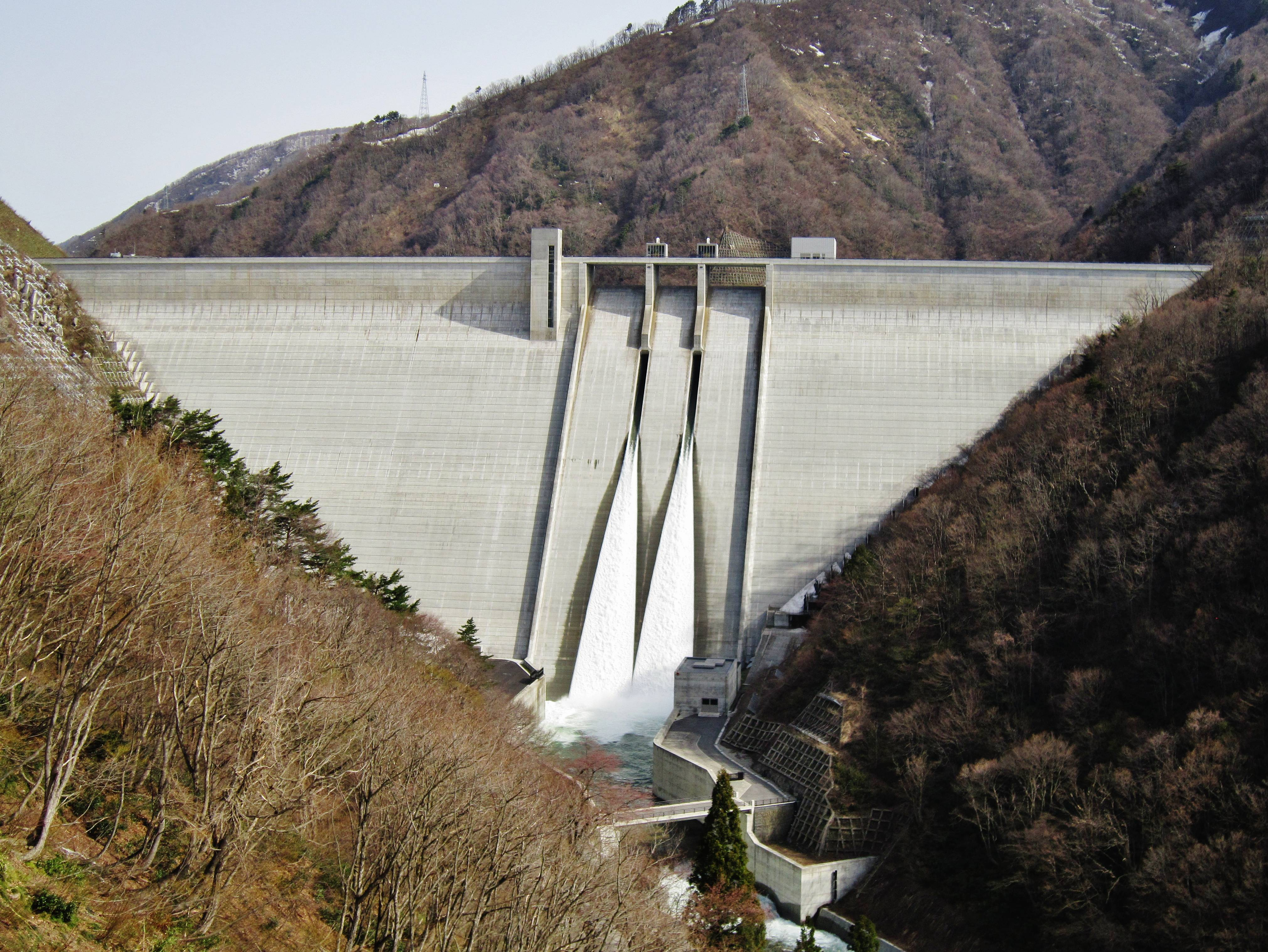
長井ダム（置賜野川） 高さ125.5m
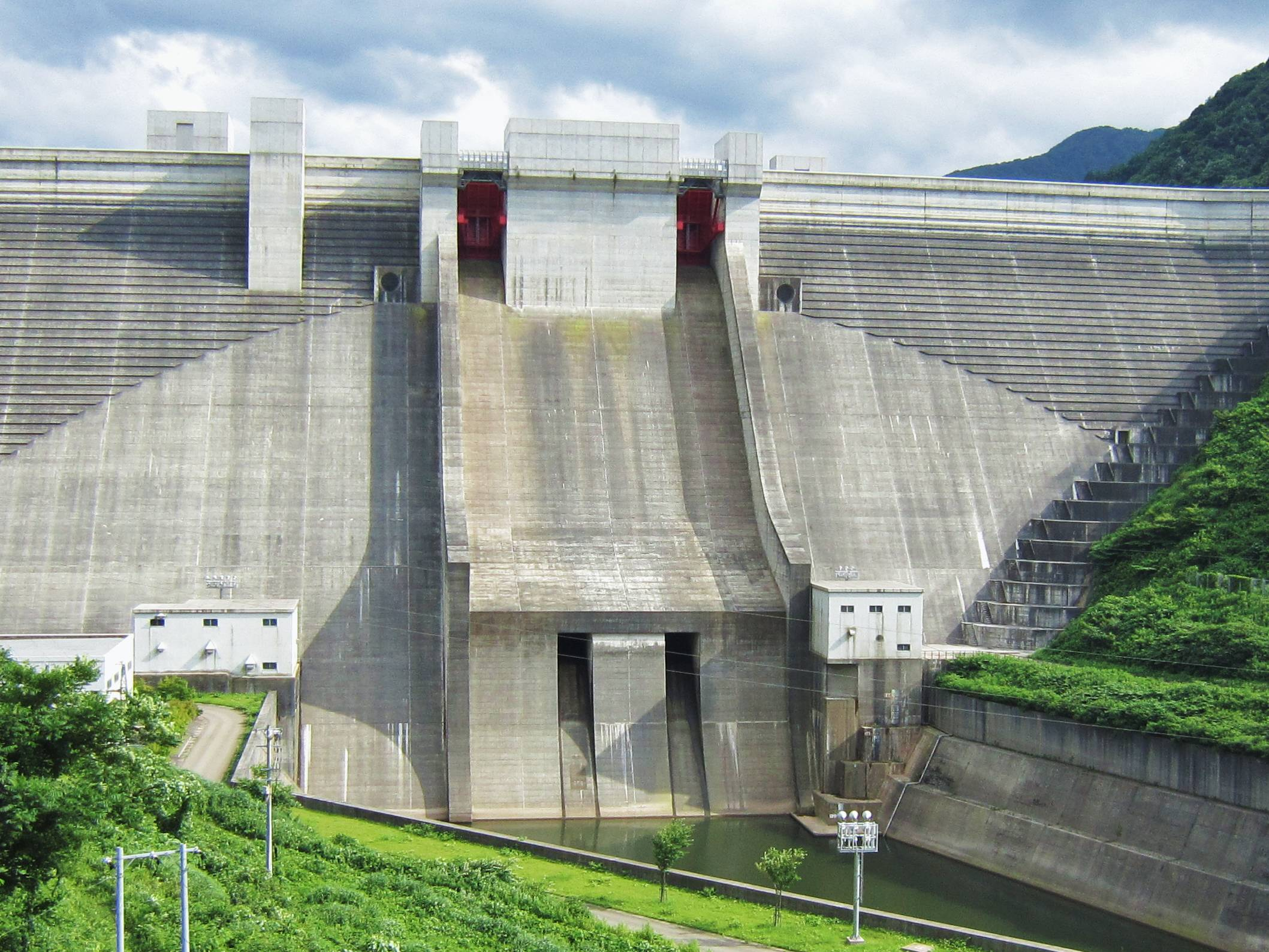
月山ダム（梵字川） 高さ123m
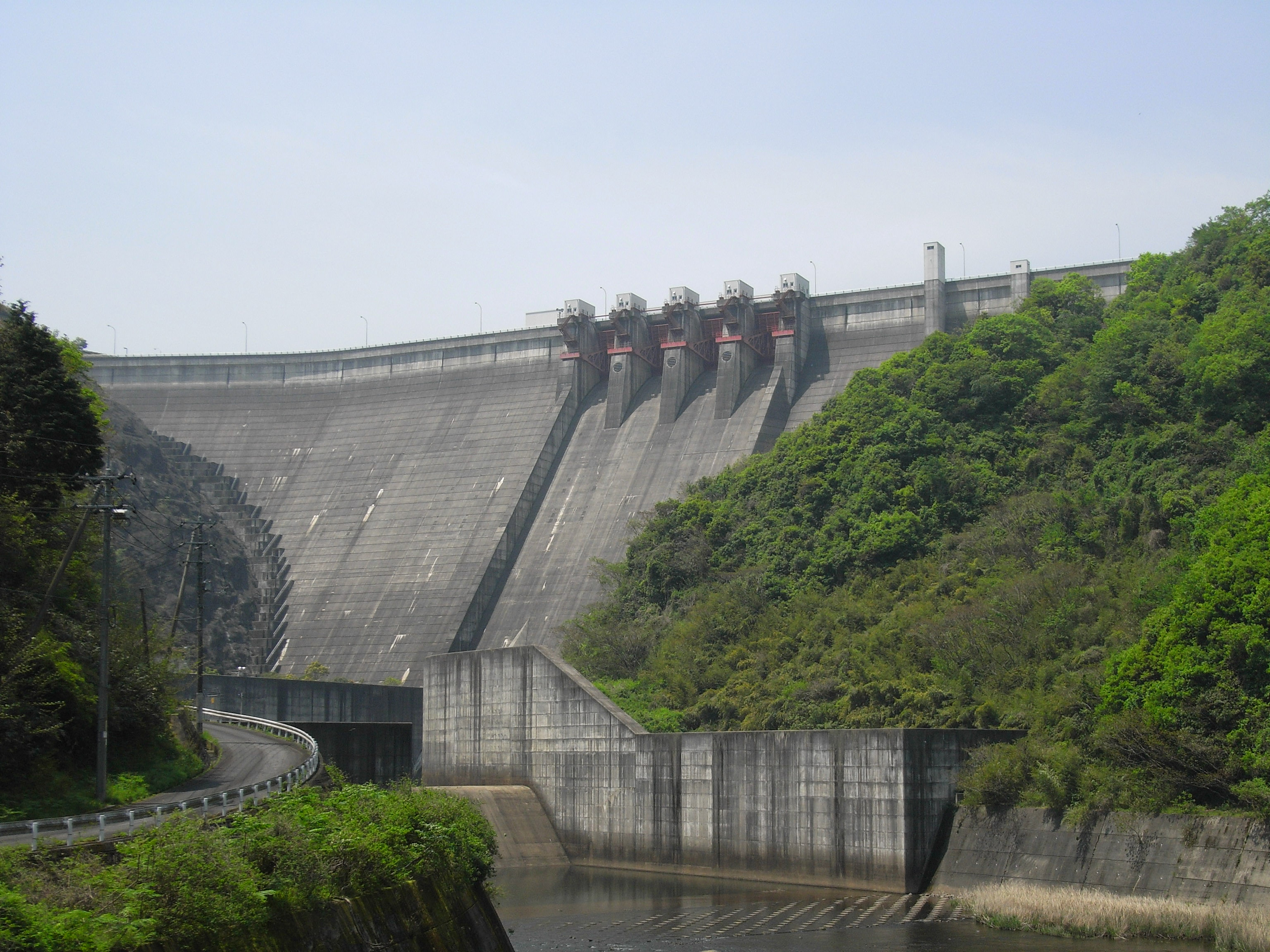
弥栄ダム（小瀬川） 高さ120m
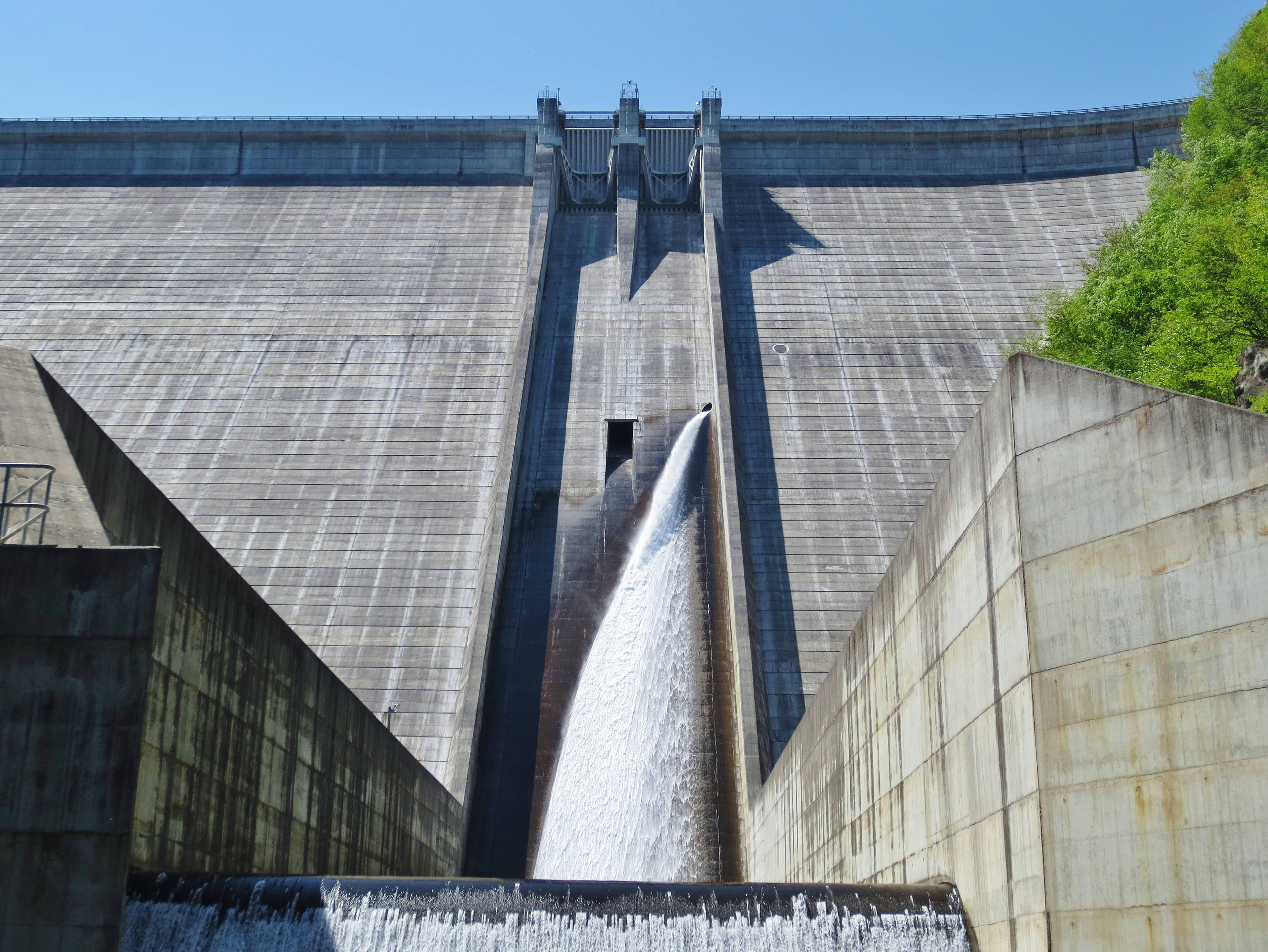
上野ダム（神流川） 高さ120m
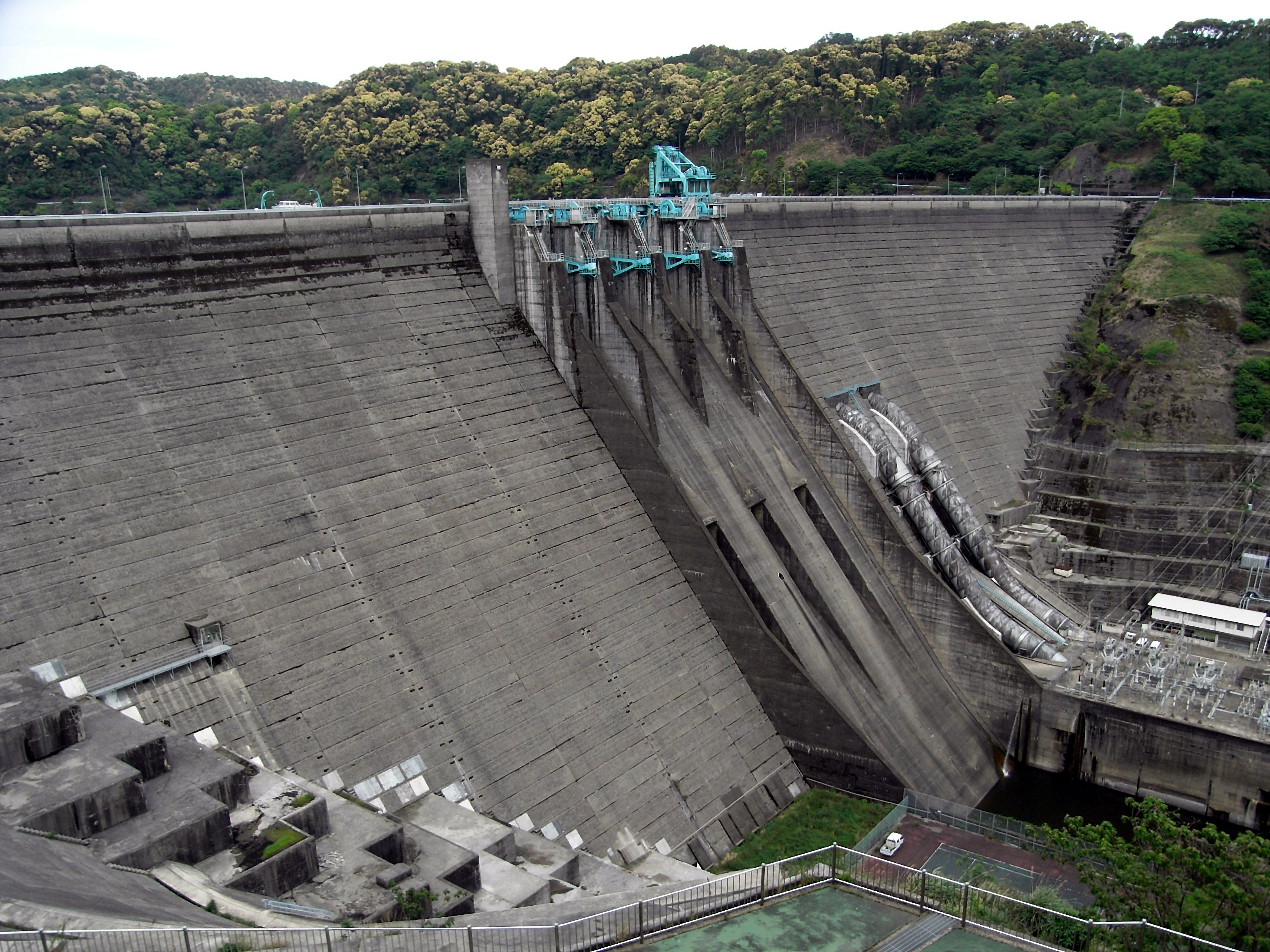
鶴田ダム（川内川） 高さ117.5m
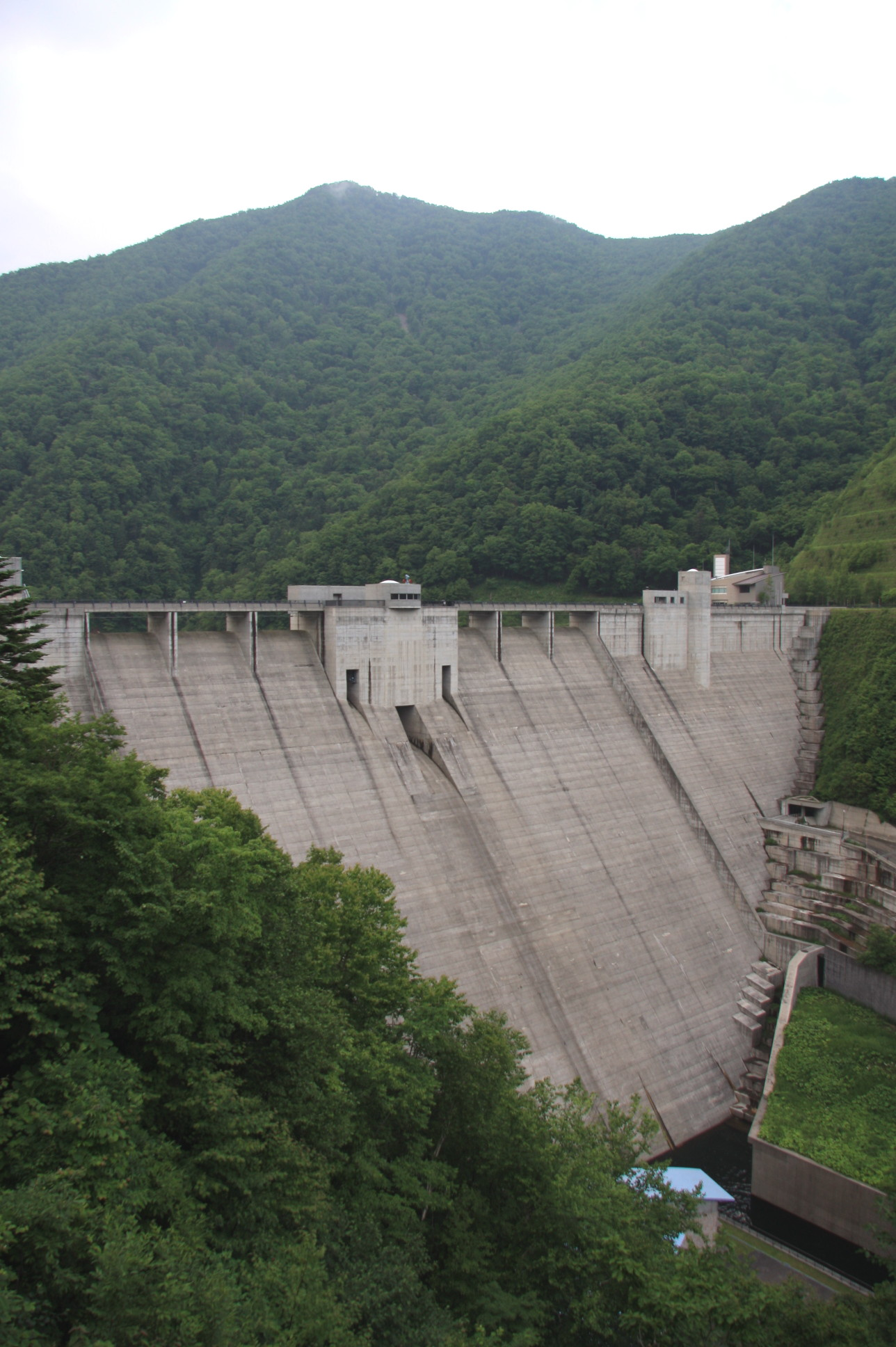
札内川ダム（札内川） 高さ114.0m